# یاژوین-کوچوته
یاژوین-کوچوته (به لاتین: Jaźwiny-Koczoty) یک روستا در لهستان است که در گمینا چژو واقع شده‌است.